# Branko Potočan
Branko Potočan, slovenski koreograf in plesalec, * 5. februar 1963, Trbovlje, Slovenija. 
V osemdesetih je v Hrastniku ustanovil breakdance skupino Gumiflex in se leta 1990 pridružil skupini Ultima Vez belgijskega koreografa Wima Vandekeybusa ter z njo potoval po svetu. 
Leta 1994 je ustanovil svojo skupino Fourklor. Do danes je z njo ustvaril enajst predstav.